# Uppsala–Gävle Järnväg
Uppsala–Gävle Järnväg (UGJ) var järnvägslinjen mellan dessa städer som öppnades för trafik 1874 av ett privat bolag. Linjen förstatligades och införlivades med dåvarande Statens Järnvägar (SJ) 1933 och elektrifierades 1937. Sedan 1990 räknas den som en del av Ostkustbanan.

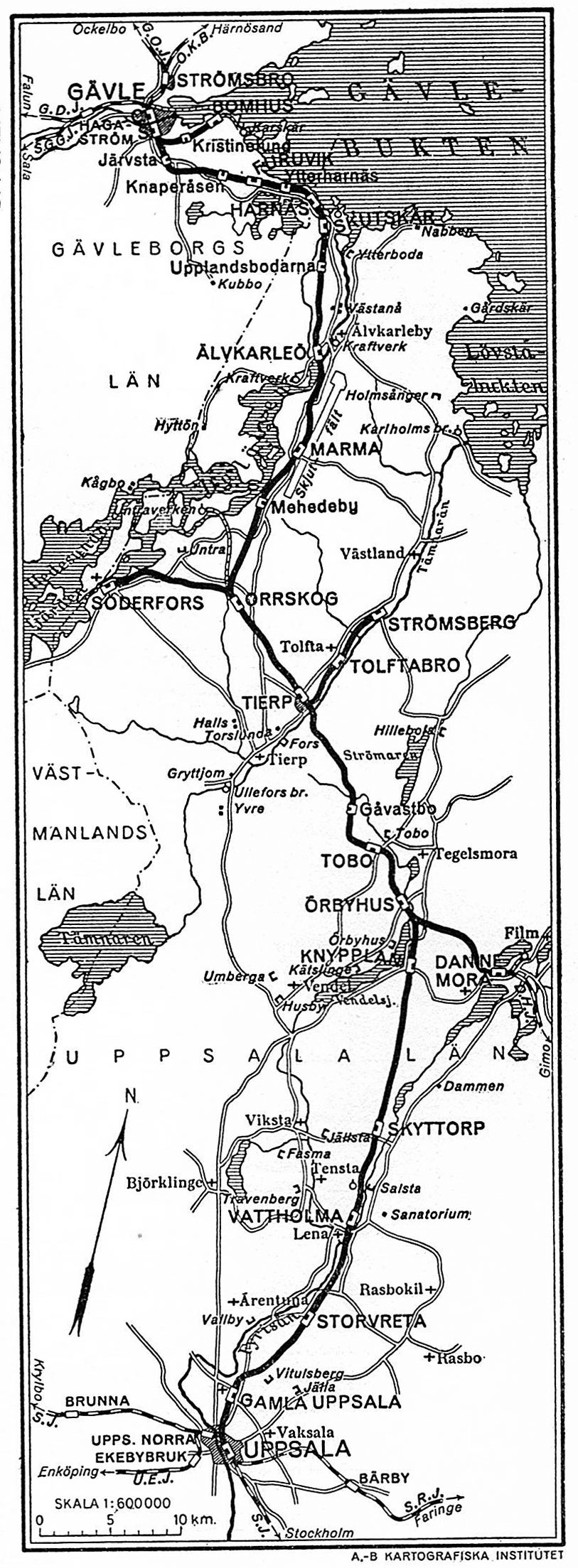
UGJ. Karta 1926.

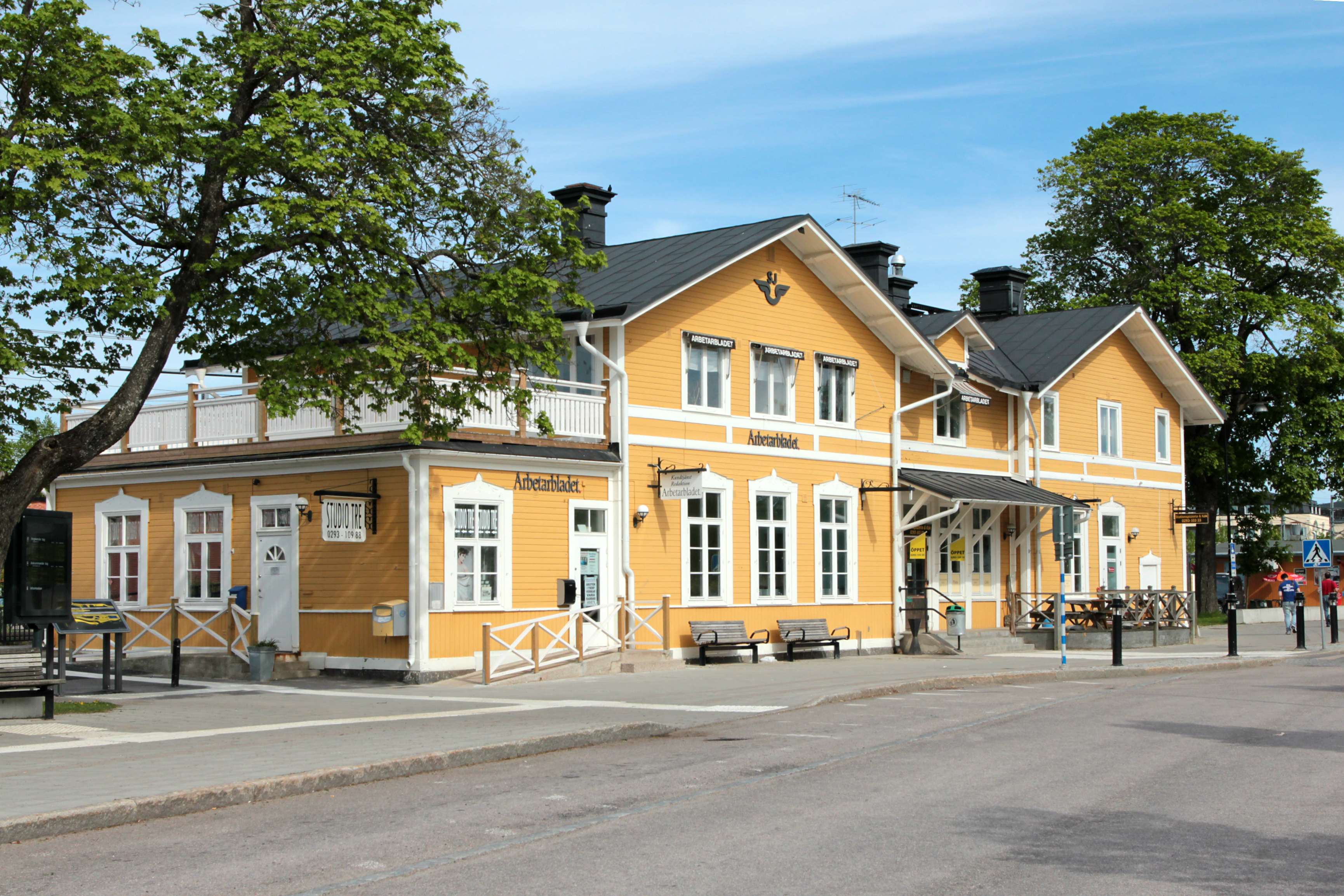
Järnvägsstationen i Tierp, invigd 1874.

## Förhistoria
I det första förslaget till stambanor i Sverige av A.E. von Rosen 1845 fanns en linje från Stockholm via Uppsala till Gävle. Samma sträckning föreslogs av Carl Akrell 1852 och av 1855 års järnvägskommitté (med von Rosen, Akrell och A.E. von Sydow). Däremot föreslog Nils Ericson, som utsetts att leda statens järnvägsbyggnader, en linje längre in i landet, från Uppsala till Sala och vidare norrut. 1866 öppnades delen Stockholm–Uppsala av den statliga Norra stambanan.
Åren 1863 till 1870 lämnades flera förslag i riksdagen om att stambanan skulle gå Uppsala–Gävle, men riksdagen 1870 fastställde sträckningen Uppsala–Sala–Krylbo och därifrån norrut i riktning mot järnvägen Gävle-Falun (Gävle–Dala Järnväg, GDJ). Därmed måste de norduppländska järnbruken ordna järnvägsförbindelse genom ett enskilt järnvägsbolag, och Uppsala–Margretehills järnvägs ab bildades i slutet av 1870. Margretehill var en tänkt anslutningspunkt på Gävle–Dala-banan cirka 15 km väster om Gävle. 1913 ändrades bolagets namn till Uppsala–Gävle järnvägs ab. Det var i Uppland som aktiekapitalet tecknades. Intresset i Gävle var mycket lågt och bland annat motarbetades projektet av Per Murén som ville ha banan anknuten till den gävledominerade Gävle–Dala Järnväg.
1870 till 1872 utreddes banans linjesträckning av Claes Adelsköld, med både smalspår och normalspår som alternativ. Adelsköld utsågs till överingenjör för järnvägsbygget som började i april 1872 och som mest sysselsatte 1 500 man.
Bolaget hade sin styrelse nära knuten till bruken i Norduppland. Greve Baltzar von Platen, son till kanalbyggaren med samma namn och ägare av Örbyhus slott, var en av de mest aktiva vid bolagets tillkomst.

## Linjenätet
Huvudlinjen Uppsala–Gävle (114 km) byggdes i ett sammanhang med sidobanorna Örbyhus (Upplanda)–Dannemora (10 km) och Orrskog–Söderfors (9 km). Vid Harnäs anlades en hamn vid Bottenhavet.
Järnvägen invigdes den 13–14 december 1874 och öppnades för trafik den 15 december. I Gävle slutade banan söder om Gavleån, vid Gävle södra station. 1877 byggdes bro över Gavleån och spårförbindelse erhölls med GDJ-banan och dess station Gävle C.
1884 öppnades järnvägen Gävle–Ockelbo (GOJ) som för Gävles del innebar en mer direkt linje mot Norra stambanan än över Storvik. Den trafikerades av UGJ enligt långtidskontrakt.
1892 öppnades en sidolinje från Gävle till Bomhus av betydelse för industrierna där.
År 1900 anlade järnvägsbolaget en folkpark i Furuvik. En liknande fanns vid Älvkarleö.
1917 tillkom sidolinjen Tierp–Strömsbergs bruk. Därmed ersattes pråmtrafik på Tämnarån. Redan tidigare hade ett kort sidospår funnits till en lastbrygga vid ån.

## Samarbetet kring Ostkustbanan

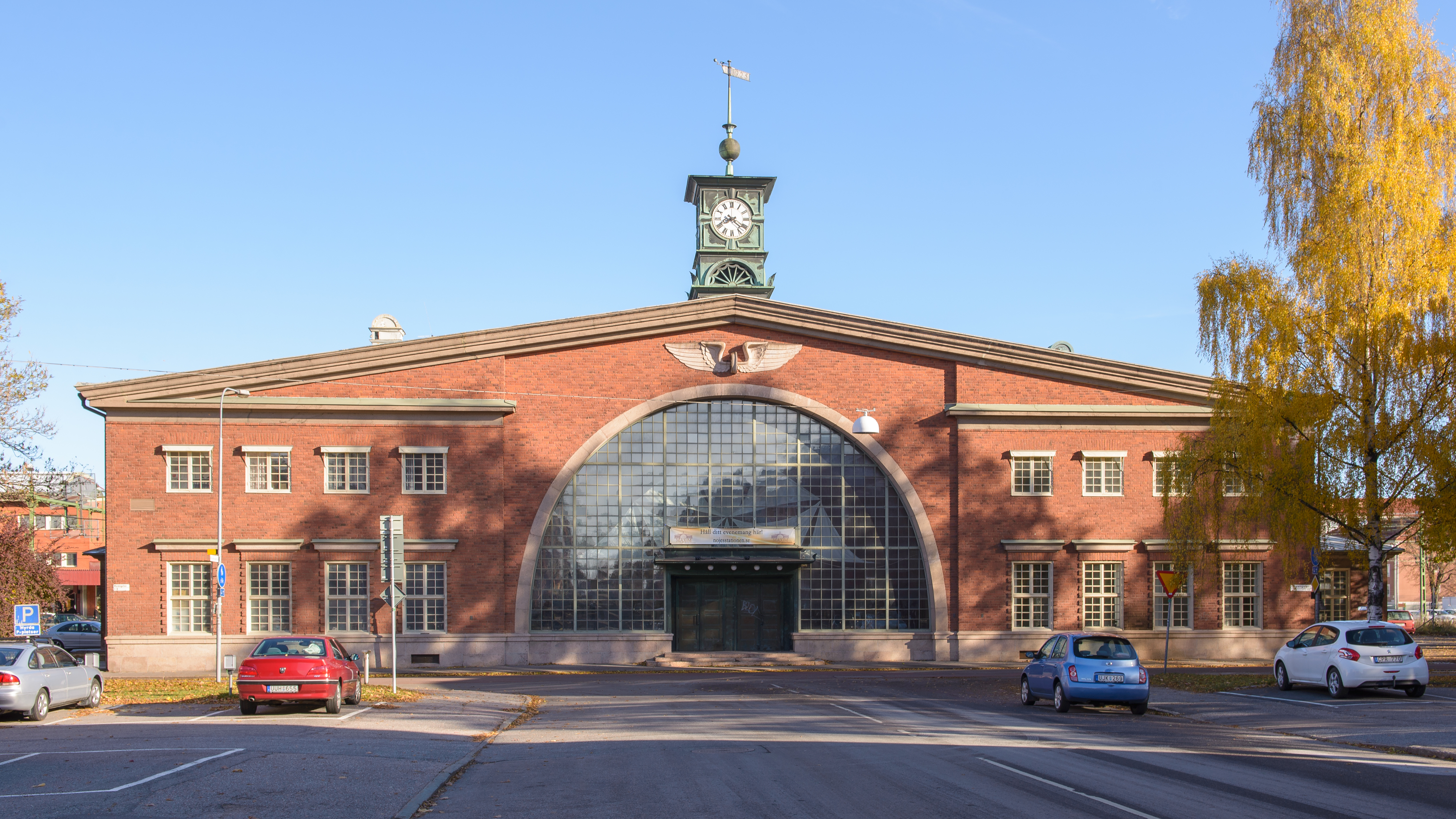
Gävle södra station, invigd 1926.

Omkring sekelskiftet 1900 inleddes förarbeten för en bana längs ostkusten, Gävle–Sundsvall–Härnösand. När sedan Ostkustbanan (OKB) öppnades 1923–1927 var Uppsala–Gävle Järnvägs AB en av delägarna. Vid Ostkustbanans tillkomst bildades Trafikförbundet Uppsala–Norrland av UGJ, OKB och Ockelbobanan (GOJ). För UGJ och Trafikförbundet uppfördes den nya Gävle södra station.
Till följd av Ostkustbanans ekonomiska svårigheter i början av 1930-talet övertogs både OKB och UGJ av staten den 1 augusti 1933 och tillfördes Statens Järnvägar (SJ). Därmed slopades stationen Gävle södra och persontrafiken i Gävle samlades till Gävle C.

## Efter 1933
Som del av SJ elektrifierades Uppsala–Gävle 1937. Persontrafiken mellan Stockholm och Jämtland/Övre Norrland fortsatte emellertid att länge gå över den klassiska Norra stambanan (över Krylbo och Storvik). Med ny tidtabell 1968 flyttades trafiken över till Uppsala–Gävle–Ockelbo.
1991 infördes lokaltåg Uppsala-Tierp med Upptåget och 2006 förlängdes linjen till Gävle.